# Furcantenna yangi
Furcantenna yangi är en tvåvingeart som beskrevs av Cheng 2008. Furcantenna yangi ingår i släktet Furcantenna och familjen blomflugor. Inga underarter finns listade i Catalogue of Life.